# Benthosema fibulatum
Benthosema fibulatum är en fiskart som först beskrevs av Gilbert och Cramer, 1897.  Benthosema fibulatum ingår i släktet Benthosema och familjen prickfiskar. Inga underarter finns listade.